# مزار غرمي
مزار غرمي (بالإنجليزية: Mazar-e Garmi)‏ هي human-geographic territorial entity تقع في أردبيل في إيران.